# Lijst van gemeentelijke monumenten in Land van Cuijk
De gemeente Land van Cuijk kent 207 gemeentelijke monumenten. Hieronder een overzicht. 

## Beers
De plaats Beers kent 6 gemeentelijke monumenten:
| Object                                  | Bouwjaar        | Architect  | Locatie        | Coördinaten                   | Nr.        | Afbeelding                              |
| --------------------------------------- | --------------- | ---------- | -------------- | ----------------------------- | ---------- | --------------------------------------- |
| Krukboerderij                           | Eind 19e eeuw   |            | Blauwe Steen 7 | 51° 43' 15" NB, 5° 50' 34" OL | 1684/be-1  | Krukboerderij                           |
| R.K. Pastorie bij de Sint-Lambertuskerk | circa 1870-1890 |            | Grotestraat 3  | 51° 43' 32" NB, 5° 49' 39" OL | 1684/be-17 | R.K. Pastorie bij de Sint-Lambertuskerk |
| T-Boerderij                             | circa 1880      |            | Grotestraat 8  | 51° 43' 32" NB, 5° 49' 36" OL | 1684/be-19 | T-Boerderij                             |
| Villa                                   | circa 1910-1920 |            | Grotestraat 21 | 51° 43' 31" NB, 5° 49' 45" OL | 1684/be-21 | Villa                                   |
| Villa                                   | circa 1800      |            | Grotestraat 27 | 51° 43' 32" NB, 5° 49' 49" OL | 1684/be-23 | Villa                                   |
| Kapelletje bij landgoed Ossenbroek      | 1942            | Bedeaux, J | Heuf           | 51° 42' 10" NB, 5° 49' 23" OL | 1684/be-29 | Kapelletje bij landgoed Ossenbroek      |

## Beugen
De plaats Beugen kent 13 gemeentelijke monumenten:
| Object   | Bouwjaar | Architect | Locatie           | Coördinaten                   | Nr.     | Afbeelding |
| -------- | -------- | --------- | ----------------- | ----------------------------- | ------- | ---------- |
|          |          |           | Boxmeerseweg 2b   | 51° 40' 4" NB, 5° 56' 32" OL  | 0756/1  |            |
|          |          |           | Boxmeerseweg 54   | 51° 40' 23" NB, 5° 56' 23" OL | 0756/2  |            |
|          |          |           | Dorpsstraat 9     | 51° 40' 26" NB, 5° 56' 18" OL | 0756/3  |            |
|          |          |           | Dorpsstraat 15    | 51° 40' 26" NB, 5° 56' 13" OL | 0756/4  |            |
|          |          |           | Dorpsstraat 49    | 51° 40' 22" NB, 5° 55' 54" OL | 0756/5  |            |
|          |          |           | Hoge Startwijk 3  | 51° 39' 57" NB, 5° 55' 48" OL | 0756/7  |            |
|          |          |           | Hoge Startwijk 15 | 51° 39' 39" NB, 5° 55' 46" OL | 0756/8  |            |
| Kerk     |          |           | Kerkplein 3       | 51° 40' 26" NB, 5° 56' 22" OL | 0756/9  | Kerk       |
| Pastorie |          |           | Kerkplein 5       | 51° 40' 27" NB, 5° 56' 24" OL | 0756/10 | Pastorie   |
|          |          |           | Kerkplein 9       | 51° 40' 29" NB, 5° 56' 26" OL | 0756/11 |            |
|          |          |           | Oefeltseweg 21    | 51° 40' 38" NB, 5° 56' 15" OL | 0756/12 |            |
|          |          |           | Kerkplein 8       | 51° 40' 27" NB, 5° 56' 23" OL | 0756/13 |            |

## Boxmeer
De plaats Boxmeer (plaats) kent 25 gemeentelijke monumenten, zie de Lijst van gemeentelijke monumenten in Boxmeer.

## Cuijk
De plaats Cuijk kent zeven gemeentelijke monumenten:
| Object                                          | Bouwjaar   | Architect            | Locatie             | Coördinaten                   | Nr.        | Afbeelding                                      |
| ----------------------------------------------- | ---------- | -------------------- | ------------------- | ----------------------------- | ---------- | ----------------------------------------------- |
| R.K. Jozefkerk                                  | 1964       | Nix, Th. (Rotterdam) | De Valuwe 1-2       | 51° 44' 14" NB, 5° 52' 23" OL | 1684/cu-7  | R.K. Jozefkerk                                  |
| Café met Nieuwe kunstmotieven                   | circa 1910 |                      | Grotestraat 61      | 51° 43' 37" NB, 5° 52' 59" OL | 1684/cu-29 | Café met Nieuwe kunstmotieven                   |
| Villa                                           | 1936       |                      | Grotestraat 108     | 51° 43' 33" NB, 5° 53' 0" OL  | 1684/cu-42 | Villa                                           |
| Villa met Cottage-stijl elementen               | circa 1920 | Maasouwe             | Grotestraat 110-112 | 51° 43' 32" NB, 5° 52' 60" OL | 1684/cu-43 | Villa met Cottage-stijl elementen               |
| Begraafplaats, beeldentuin, tuinmuren en schuur |            |                      | Kerkstraat          | 51° 43' 47" NB, 5° 52' 60" OL | 1684/cu-59 | Begraafplaats, beeldentuin, tuinmuren en schuur |
| Mariakapel                                      | 1949       |                      | Mariaplein          | 51° 43' 54" NB, 5° 52' 45" OL | 1684/cu-69 | Mariakapel                                      |
| Stationsgebouw met neogotische details          | 1882       | M.A. van Wadenoyen   | Stationsplein 2     | 51° 43' 37" NB, 5° 52' 28" OL | 1684/cu-81 | Meer afbeeldingen                               |

## Escharen
De plaats Escharen kent 11 gemeentelijke monumenten:
| Object                                            | Bouwjaar     | Architect | Locatie             | Coördinaten                   | Nr.         | Afbeelding                                        |
| ------------------------------------------------- | ------------ | --------- | ------------------- | ----------------------------- | ----------- | ------------------------------------------------- |
| Overige agrarische obj. + won: Langgevelboerderij | 1797         |           | Beerschemaasweg 45  | 51° 44' 20" NB, 5° 44' 47" OL | 0786/GRA102 | Overige agrarische obj. + won: Langgevelboerderij |
| Vrijstaande bedrijfswoning                        |              |           | Beerschemaasweg 55  | 51° 44' 29" NB, 5° 44' 55" OL | 0786/GRA45  | Vrijstaande bedrijfswoning                        |
| Stuw                                              | circa 1930   |           | Busweg ong.         | 51° 43' 45" NB, 5° 43' 19" OL | 0786/GRA46  | Stuw                                              |
| Langgevelboerderij                                | 1922         |           | Graafschedijk 58    | 51° 44' 16" NB, 5° 45' 34" OL | 0786/GRA47  | Langgevelboerderij                                |
| T-boerderij                                       | XVIII of XIX |           | Graafschedijk 61    | 51° 44' 28" NB, 5° 44' 55" OL | 0786/GRA48  | T-boerderij                                       |
| Langgevelboerderij                                | circa 1930   |           | Graafschedijk 71    | 51° 44' 21" NB, 5° 45' 25" OL | 0786/GRA49  | Langgevelboerderij                                |
| Vrijstaande woning                                |              |           | Korteweg 1          | 51° 44' 35" NB, 5° 44' 40" OL | 0786/GRA50  | Vrijstaande woning                                |
| Krukhuisboerderij Den Heihoek                     | 1781         |           | Kwartelweg 2-2A     | 51° 43' 53" NB, 5° 45' 9" OL  | 0786/GRA51  | Krukhuisboerderij Den Heihoek                     |
| Schuur                                            |              |           | Rotscheweg ong.     | 51° 44' 28" NB, 5° 44' 54" OL | 0786/GRA103 | Schuur                                            |
| Vrijstaande woning                                | circa 1930   |           | Sint Machutusweg 2  | 51° 44' 36" NB, 5° 44' 43" OL | 0786/GRA52  | Vrijstaande woning                                |
| Vrijstaande woning                                | circa 1910   |           | Sint Machutusweg 11 | 51° 44' 34" NB, 5° 44' 42" OL | 0786/GRA53  | Vrijstaande woning                                |

## Gassel
De plaats Gassel kent 19 gemeentelijke monumenten, zie de Lijst van gemeentelijke monumenten in Gassel:

## Grave
De plaats Grave kent 63 gemeentelijke monumenten, zie de Lijst van gemeentelijke monumenten in Grave

## Groeningen
De plaats Groeningen kent 4 gemeentelijke monumenten:
| Object | Bouwjaar | Architect | Locatie             | Coördinaten                   | Nr.     | Afbeelding |
| ------ | -------- | --------- | ------------------- | ----------------------------- | ------- | ---------- |
|        |          |           | Groeningsestraat 17 | 51° 36' 25" NB, 5° 59' 58" OL | 0756/41 |            |
| Schuur |          |           | Groeningsestraat 34 | 51° 36' 28" NB, 5° 59' 57" OL | 0756/42 | Schuur     |
|        |          |           | De Schans 3         | 51° 36' 28" NB, 5° 59' 52" OL | 0756/43 |            |
|        |          |           | Hultenhoek 8        | 51° 36' 31" NB, 5° 59' 23" OL | 0756/44 |            |

## Haps
De plaats Haps kent 5 gemeentelijke monumenten:
| Object                         | Bouwjaar        | Architect | Locatie              | Coördinaten                   | Nr.        | Afbeelding                     |
| ------------------------------ | --------------- | --------- | -------------------- | ----------------------------- | ---------- | ------------------------------ |
| T-boerderij en langsdeelschuur | 1872            |           | Beverskolksestraat 4 | 51° 41' 54" NB, 5° 50' 31" OL | 1684/ha-10 | T-boerderij en langsdeelschuur |
| Villa Rozenhof                 | circa 1910-1920 |           | Kerkstraat 1         | 51° 41' 14" NB, 5° 51' 43" OL | 1684/ha-30 | Villa Rozenhof                 |
| Woonhuis                       |                 |           | Marijkeplein 16      | 51° 41' 18" NB, 5° 51' 52" OL | 1684/ha-49 | Woonhuis                       |
| Hallehuisboerderij             |                 |           | Putselaarstraat 7    | 51° 40' 57" NB, 5° 51' 26" OL | 1684/ha-52 | Hallehuisboerderij             |
| Villa Marie                    | 1910-1920       |           | St.Hubertseweg 7     | 51° 41' 5" NB, 5° 51' 32" OL  | 1684/ha-53 | Villa Marie                    |

## Holthees
De plaats Holthees kent 1 gemeentelijke monument:
| Object | Bouwjaar | Architect | Locatie       | Coördinaten                  | Nr.     | Afbeelding |
| ------ | -------- | --------- | ------------- | ---------------------------- | ------- | ---------- |
|        |          |           | Kapelstraat 5 | 51° 34' 41" NB, 6° 0' 12" OL | 0756/45 |            |

## Linden
De plaats Linden kent 2 gemeentelijke monumenten:
| Object                             | Bouwjaar        | Architect        | Locatie       | Coördinaten                   | Nr.       | Afbeelding                         |
| ---------------------------------- | --------------- | ---------------- | ------------- | ----------------------------- | --------- | ---------------------------------- |
| Langgevelboerderij                 | circa 1880-1890 |                  | Kerkstraat 17 | 51° 44' 59" NB, 5° 49' 57" OL | 1684/li-5 | Langgevelboerderij                 |
| R.K. Pastorie in neogotische stijl | circa 1890-1900 | Franssen, C. (?) | Kerkstraat 32 | 51° 44' 56" NB, 5° 49' 59" OL | 1684/li-9 | R.K. Pastorie in neogotische stijl |

## Maashees
De plaats Maashees kent 3 gemeentelijke monumenten:
| Object | Bouwjaar | Architect | Locatie                     | Coördinaten                 | Nr.     | Afbeelding |
| ------ | -------- | --------- | --------------------------- | --------------------------- | ------- | ---------- |
|        |          |           | Monseigneur Geurtsstraat 50 | 51° 34' 11" NB, 6° 2' 4" OL | 0756/46 |            |
|        |          |           | Monseigneur Geurtsstraat 74 | 51° 34' 5" NB, 6° 2' 9" OL  | 0756/47 |            |
|        |          |           | Raaijveldweg 1              | 51° 34' 4" NB, 6° 2' 10" OL | 0756/48 |            |

## Mill
De plaats Mill heeft 1 gemeentelijk monument:
| Object                                                               | Bouwjaar | Architect | Locatie                  | Coördinaten                  | Nr.        | Afbeelding        |
| -------------------------------------------------------------------- | -------- | --------- | ------------------------ | ---------------------------- | ---------- | ----------------- |
| Stenen schoorsteen op het voormalig terrein van houtfabriek Van Hout |          |           | Parallelweg/Schoolstraat | 51° 40' 59" NB, 5° 47' 9" OL | 0815/WN001 | Meer afbeeldingen |

## Oeffelt
De plaats Oeffelt kent 5 gemeentelijke monumenten:
| Object        | Bouwjaar | Architect | Locatie           | Coördinaten                   | Nr.     | Afbeelding    |
| ------------- | -------- | --------- | ----------------- | ----------------------------- | ------- | ------------- |
|               |          |           | Looi 1            | 51° 42' 1" NB, 5° 55' 45" OL  | 0756/50 |               |
|               |          |           | Rijtjes 1         | 51° 42' 20" NB, 5° 55' 58" OL | 0756/51 |               |
|               |          |           | Dorpsstraat 20-22 | 51° 41' 47" NB, 5° 56' 3" OL  | 0756/52 |               |
| Onderdoorgang |          |           | Veerweg           | 51° 41' 33" NB, 5° 56' 58" OL | 0756/53 | Onderdoorgang |
| Kruisbeeld    |          |           | Dorpsstraat       | 51° 41' 39" NB, 5° 56' 20" OL | 0756/54 | Kruisbeeld    |

## Rijkevoort
De plaats Rijkevoort kent 3 gemeentelijke monumenten:
| Object | Bouwjaar | Architect | Locatie                     | Coördinaten                   | Nr.     | Afbeelding |
| ------ | -------- | --------- | --------------------------- | ----------------------------- | ------- | ---------- |
|        |          |           | Kapelstraat 13              | 51° 39' 27" NB, 5° 53' 5" OL  | 0756/60 |            |
|        |          |           | Meester van den Bergplein 6 | 51° 39' 25" NB, 5° 53' 11" OL | 0756/62 |            |
| Kerk   |          |           | Meester van den Bergplein 8 | 51° 39' 26" NB, 5° 53' 12" OL | 0756/61 | Kerk       |

## Sambeek
De plaats Sambeek kent 8 gemeentelijke monumenten:
| Object    | Bouwjaar | Architect | Locatie                   | Coördinaten                   | Nr.     | Afbeelding |
| --------- | -------- | --------- | ------------------------- | ----------------------------- | ------- | ---------- |
| Bruggetje | 1946     |           | Uit-Watering Oude Waranda | 51° 38' 28" NB, 5° 58' 38" OL | 0756/63 | Bruggetje  |
|           |          |           | Grotestraat 46            | 51° 38' 12" NB, 5° 57' 54" OL | 0756/64 |            |
|           |          |           | Grotestraat 60            | 51° 38' 7" NB, 5° 57' 57" OL  | 0756/65 |            |
|           |          |           | Grotestraat 72-74         | 51° 38' 4" NB, 5° 57' 59" OL  | 0756/66 |            |
| Molenromp |          |           | Grotestraat 104a          | 51° 37' 53" NB, 5° 58' 13" OL | 0756/67 | Molenromp  |
| IJskelder |          |           | Torenstraat 41            | 51° 38' 12" NB, 5° 57' 47" OL | 0756/68 | IJskelder  |
|           |          |           | Torenstraat 65            | 51° 38' 2" NB, 5° 57' 55" OL  | 0756/69 |            |
|           |          |           | Zandsteeg 11              | 51° 37' 57" NB, 5° 57' 12" OL | 0756/70 |            |

## Sint-Agatha
De plaats Sint-Agatha kent 3 gemeentelijke monumenten:
| Object             | Bouwjaar   | Architect       | Locatie      | Coördinaten                   | Nr.        | Afbeelding         |
| ------------------ | ---------- | --------------- | ------------ | ----------------------------- | ---------- | ------------------ |
| Gedenkteken        | 1919       | Cuypers, Michel | Gildeweg     | 51° 42' 49" NB, 5° 54' 37" OL | 1684/sa-2  | Gedenkteken        |
| Langgevelboerderij | circa 1910 |                 | Veerstraat 5 | 51° 42' 45" NB, 5° 54' 49" OL | 1684/sa-26 | Langgevelboerderij |
| Kortgevelboerderij |            |                 | Waltersbos 1 | 51° 42' 7" NB, 5° 53' 20" OL  | 1684/sa-28 | Kortgevelboerderij |

## Velp
De plaats Velp kent 18 gemeentelijke monumenten: zie de Lijst van gemeentelijke monumenten in Velp (Noord-Brabant)

## Vianen
De plaats Vianen kent 1 gemeentelijk monument:
| Object                                                         | Bouwjaar | Architect    | Locatie           | Coördinaten                  | Nr.       | Afbeelding        |
| -------------------------------------------------------------- | -------- | ------------ | ----------------- | ---------------------------- | --------- | ----------------- |
| Voormalige R.K. H. Antonius van Paduakerk, pastorie en kerkhof | 1931     | Beek, M. van | Franssenstraat 64 | 51° 43' 5" NB, 5° 51' 27" OL | 1684/vi-4 | Meer afbeeldingen |

## Vierlingsbeek
De plaats Vierlingsbeek kent 9 gemeentelijke monumenten:
| Object                                          | Bouwjaar | Architect | Locatie              | Coördinaten                   | Nr.     | Afbeelding                                      |
| ----------------------------------------------- | -------- | --------- | -------------------- | ----------------------------- | ------- | ----------------------------------------------- |
| Watermolen                                      |          |           | Grotestraat          | 51° 35' 32" NB, 6° 0' 59" OL  | 0756/71 | Meer afbeeldingen                               |
|                                                 |          |           | Grotestraat 38       | 51° 35' 55" NB, 6° 0' 40" OL  | 0756/72 |                                                 |
|                                                 |          |           | Klein Vortum 1       | 51° 37' 8" NB, 5° 59' 27" OL  | 0756/82 |                                                 |
|                                                 |          |           | Luinbeekweg 2        | 51° 37' 10" NB, 5° 58' 30" OL | 0756/83 |                                                 |
|                                                 |          |           | St.Cornelisstraat 48 | 51° 37' 2" NB, 5° 58' 15" OL  | 0756/84 |                                                 |
| Joodse begraafplaats                            |          |           | Spoorstraat          | 51° 35' 42" NB, 5° 59' 55" OL | 0756/75 | Joodse begraafplaats                            |
|                                                 |          |           | Spoorstraat 19       | 51° 35' 47" NB, 6° 0' 32" OL  | 0756/73 |                                                 |
| Excl.rijksmonument= kazemat en keermuur in tuin |          |           | Staaiweg 25          | 51° 35' 50" NB, 6° 1' 25" OL  | 0756/74 | Excl.rijksmonument= kazemat en keermuur in tuin |
| Schuur                                          |          |           | Veerweg 8            | 51° 37' 23" NB, 5° 59' 4" OL  | 0756/85 | Schuur                                          |

's-Hertogenbosch ·
Alphen-Chaam ·
Altena ·
Asten ·
Baarle-Nassau ·
Bergeijk ·
Bergen op Zoom ·
Bernheze ·
Best ·
Bladel ·
Boekel ·
Boxtel ·
Cranendonck ·
Deurne ·
Dongen ·
Drimmelen ·
Eersel ·
Eindhoven ·
Etten-Leur ·
Lijst van gemeentelijke monumenten in Geertruidenberg ·
Geldrop-Mierlo ·
Gemert-Bakel ·
Gilze en Rijen ·
Goirle ·
Halderberge ·
Heeze-Leende ·
Helmond ·
Heusden ·
Hilvarenbeek ·
Laarbeek ·
Land van Cuijk ·
Maashorst ·
Meierijstad ·
Moerdijk ·
Nuenen, Gerwen en Nederwetten ·
Oirschot ·
Oisterwijk ·
Oosterhout ·
Oss ·
Reusel-De Mierden ·
Roosendaal ·
Someren ·
Son en Breugel ·
Lijst van gemeentelijke monumenten in Steenbergen ·
Tilburg ·
Valkenswaard ·
Vught ·
Waalre ·
Waalwijk ·
Woensdrecht ·
Zundert